# Aleksandra Korolkiewicz
Aleksandra Korolkiewicz (ur. 15 czerwca 1932 zm. 16 marca 2001) – polska dziennikarka sportowa, pływaczka.
W młodości była pływaczką YMCA i Legii Warszawa. Wielokrotna finalistka mistrzostw Polski w pływaniu. W 1956 i 1972 zdobyła medale mistrzostw Europy dziennikarek. We wrześniu 1950 była dziennikarką działu sportowego Sztandaru Młodych. Od 4 grudnia 1954 do 31 sierpnia 1962 pracowała w dziale sportowym Polskiej Agencji Prasowej. W tym samym roku przeniosła się do Przeglądu Sportowego. Po wprowadzeniu stanu wojennego  odeszła na emeryturę. Była żoną strzelca Olgierda Korolkiewicza.